# After the Burial
After the Burial — американская прогрессив-метал группа из города Миннеаполис, штат Миннесота, сформированная в 2004 году. Состоит из вокалиста Энтони Нотармазо, гитариста/вокалиста Трента Хафдала, барабанщика Дэна Карла и басиста Адриана Оропезы. Подписаны на лейбл Sumerian Records. Группа считается одним из ключевых участников развития таких поджанров как прогрессивный металкор и джент.

## История

### Формирование и Forging a Future Self (2004)
После основания в 2004 году и закрепления состава группа занялась записью своего первого альбома. В конце 2005 году альбом был уже записан, но свет его увидел лишь 1 апреля 2006 года.
Позже был подписан договор с Sumerian Records. В мае 2006 года группу покинул барабанщик Грег. В Августе того же года ему на смену пришёл Эрик Роблес. Затем вокалист Ник уходит и на его место приходит Грант Лоуман. Перед записью второго альбома Эрик покинул группу.

### Rareform (2008-2009)
В 2008 году группа пришла в студию для записи своего второго студийного альбома Rareform. Все барабанные партии в альбоме были электронными и записаны на компьютере Трентом и Джастином из-за отсутствия барабанщика.
После выпуска альбома группу покидает Грант и на его место приходит Энтони Нотармасо. Затем ещё присоединяется Дэн Карл на ударных.
В конце 2008 группа участвует в туре Cleansing The Nation Tour вместе с Suicide Silence. И в начале 2009 года были хэдлайнерами в туре с Американской группой Veil of Maya
В сентябре 2009 года группа решает переиздать альбом Rareform с новым вокалистом и живым барабанщиком.

### In Dreams (2010-2012)
Третий полноформатный альбом группы,In Dreams был записан и выпущен в 2010 году через Sumerian Records.
В конце 2010 года группа поддерживает тур The December Decimation Tour, а в 2011 году были хэдлайнерами тура Crush Em' All Tour 2.
14 марта 2011 года на YouTube был добавлен Extended Mix песни Pi (The Mercury God of Infinity).

### This Life is All We Have EP и Wolves Within (2013-2014)
2 апреля 2013 года Sumerian Records показали перезаписанную версию песни A Steady Decline и заявили, что в честь 7 лет с момента создания группы будет переиздан легендарный альбом Forging a Future Self 

"On April 1, 2006 After The Burial released their ground breaking album Forging A Future Self, which helped shape the sound of modern metal. To celebrate 7 years of shred ATB has released a new take on an old favorite!
30 апреля, на официальном YouTube канале After the Burial Sumerian Records размещают EP под названием  This Life Is All We Have.
EP включает в себя три перезаписанных трека из альбома „Forging A Future Self“ где Энтони был на вокале. EP включал в себя: A Steady Decline, Fingers Like Daggers, и Redeeming The Wretched.
Во время концертов в 2013 году After The Burial начали играть две новые песни A Wolf Amongst Ravens и Anti Pattern из их ещё не вышедшего альбома.
По состоянию на 23 октября 2013 года группа заявила через Facebook, что запись альбома в процессе.
5 ноября 2013 года Sumerian Records выпустили новую песню After the Burial на YouTube под названием A Wolf Amongst Ravens и показали новый альбом Wolves Within 17 декабря 2013 года.
18 ноября 2013 года песня Of Fearful Men была загружена на YouTube и доступна для покупки через ITunes.
9 декабря 2013 года, четвёртый студийный альбом группы уже готов, Wolves Within, как сообщается, утечка информации.
17 декабря 2013 года, альбом Wolves Within был выпущен на лейбле Sumerian Records.

### Смерть Джастина Лоу
18 июля 2015 года гитарист Джастин Лоу был объявлен пропавшим без вести. Довольно быстро его автомобиль был обнаружен припаркованным в Миннесоте, но следов музыканта не было. Поиски завершились через несколько часов в Висконсине – турист обнаружил тело Джастина под мостом, недалеко от Сомерсета. Власти заявили, что смерть наступила в результате падения – музыкант покончил с собой. Ему было 32 года.
Незадолго до трагедии Джастин шокировал слушателей и участников After The Burial своим уходом, оставив большое сообщение на странице группы в Facebook, вызвавшее противоречивые мнения в сети.

## Участники группы
| Нынешний состав - Трент Хавдахл — соло-гитара (2004–настоящее время), чистый вокал (2008–настоящее время), ритм-гитара, программирование (2015–настоящее время) - Дэн Карл — ударные (2008–настоящее время) - Энтони Нотармасо — вокал (2008–настоящее время) - Адриан Оропеза — бас-гитара (2016–настоящее время) | Бывшие участники - Грег Эриксон — ударные (2004–2006) - Ник Вилнер — вокал (2004–2007) - Джастин Лоу — ритм-гитара, программирование (2004–2015; умер в 2015), ударные (2008) - Лерихард «Ли» Форал — бас-гитара (2004–2016) - Эрик Роблс — ударные (2006–2007) - Грант Луома — вокал (2007–2008) |

## Дискография
| Forging a Future Self | - Дата выхода: 1 апреля 2006 - Лейбл: самостоятельно выпущен (распространением занимались Corrosive Records) - Формат: CD, цифровые загрузки | —   | —  | —  | —  | —  | —  |
| Rareform              | - Дата выхода: 22 июля 2008 - Лейбл: Sumerian - Формат: CD, цифровые загрузки                                                                | —   | —  | —  | —  | —  | —  |
| In Dreams             | - Год выхода: 23 ноября 2010 - Лейбл: Sumerian - Формат: CD, цифровые загрузки                                                               | 3   | 27 | 12 | —  | —  | —  |
| Wolves Within         | - Год выхода: 17 декабря 2013 - Лейбл: Sumerian - Формат: CD, цифровые загрузки                                                              | 2   | 27 | 9  | 44 | —  | —  |
| Dig Deep              | - Год выхода: 19 февраля 2016 - Лейбл: Sumerian - Формат: CD, цифровые загрузки                                                              | —   | 1  | 1  | 4  | 50 | 91 |
| Evergreen             | - Год выхода: 19 апреля 2019 - Лейбл: Sumerian - Формат: CD, цифровая дистрибуция, винил                                                     | 183 | —  | 6  | 9  | 34 | —  |

Мини-альбомы
| Год релиза | Название                 | Лейбл    |
| 2013       | This Life Is All We Have | Sumerian |

## Видеография
| Title                                                      | Год  | Директор     | Альбом    |
| ---------------------------------------------------------- | ---- | ------------ | --------- |
| "Your Troubles Will Cease and Fortune Will Smile Upon You" | 2011 | Скотт Хансен | In Dreams |
| "Pendulum"                                                 | 2011 | Скотт Хансен | In Dreams |